# Église du Bon-Jésus de Matosinhos
L'église du Bon-Jésus (portugais : igreja do Bom Jesus), également connue sous le nom d'église-mère de Matosinhos (Igreja Matriz de Matosinhos), est une église de la ville de Matosinhos, au Portugal. C'est un lieu de pèlerinage, de romerías et de fêtes en l'honneur du Seigneur de de Matosinhos (Seigneur de Matosinhos). Bom Jesus est le nom portugais de Jésus-Christ en tant qu'Homme de douleurs, ou pour la représentation d'Ecce homo.
L'église de Bom Jesus de Matosinhos a été classée immeuble d'intérêt public du Portugal en 1982.

## Histoire

### Origines de la dévotion au Bom Jesus
Cette dévotion a des origines très anciennes. Selon une légende, elle est née lorsqu'une image de Jésus crucifié a débarqué sur les plages de Matosinhos, au Portugal, en l'an 124. On pense que cette image avait été sculptée par Nicodème, qui selon le récit biblique avait été témoin de la crucifixion de Jésus-Christ, et l'avait jetée à la mer pour éviter la persécution religieuse. Ladite image était abritée dans le monastère de Leça do Balio, créant autour d'elle une forte dévotion, considérée comme miraculeuse. En 1559, il a été décidé de construire une église spéciale pour l'image : l'église de Bom Jesus de Matosinhos, qui existe encore aujourd'hui à Matosinhos. Cette dévotion est devenue la plus importante dans le nord du Portugal.

### Histoire de l'église
L'église est construite à Matosinhos entre 1559 et 1579, pour le compte de l'Université de Coimbra, qui détient le patronage de la commune mère de Bouças depuis 1542. La construction est dirigée par l'un des architectes les plus importants travaillant à Coimbra : le Français Jean de Rouen, qui a reçu 1 350 reis pour ce travail.
Le bâtiment original a été complété plusieurs fois aux XVIIe et XVIIIe siècles, y compris le remodelage complet de la grande abside et le maître-autel, entièrement repensés entre 1726 et 1733 par le sculpteur d'art Luís Pereira da Costa (pt), avec la collaboration d'Ambrósio Coelho et de divers doreurs. Après l'achèvement de ces travaux, une grande fête de trois jours a été célébrée du 4 au 6 mai 1733, au cours de laquelle le vénéré Seigneur de Matosinhos a été porté sur son nouveau trône. Depuis lors, cette festivité est répétée chaque année et, officiellement du moins, elle a établi les pèlerinages à Matosinhos. En réalité, cependant, existait bien avant une vieille tradition de fêtes et de pèlerinages au Bom Jesus de Bouças (Bon Jésus de Bouças), comme il était appelé à l'origine.
À partir de 1743, l'église est redessinée et rénovée par l'architecte italien Niccoló Nasoni, qui travaille également à Porto. Il a principalement conçu la façade ; il a également légèrement allongé la nef, installé d'autres fenêtres et construit les deux chapelles latérales à côté du maître-autel. Le résultat est l'un des complexes baroques les plus élégants et exemplaires de tout le Portugal. L'œuvre était financée par des dons d'émigrants ayant fait fortune au Brésil et par des ex-votos de marins ou de pêcheurs qui avaient été sauvés de la détresse en mer.

## Bâtiment
La large façade principale aux dimensions expansives est rythmée par des pilastres et un entablement fort et sinueux, et résonne de structures claires et de décorations baroques luxuriantes. Le portail principal au centre est flanqué de deux entrées plus petites. Sur les côtés, à droite et à gauche, deux clocher-tours, dans les niches desquels se trouvent les statues des Saints Pierre et Paul.

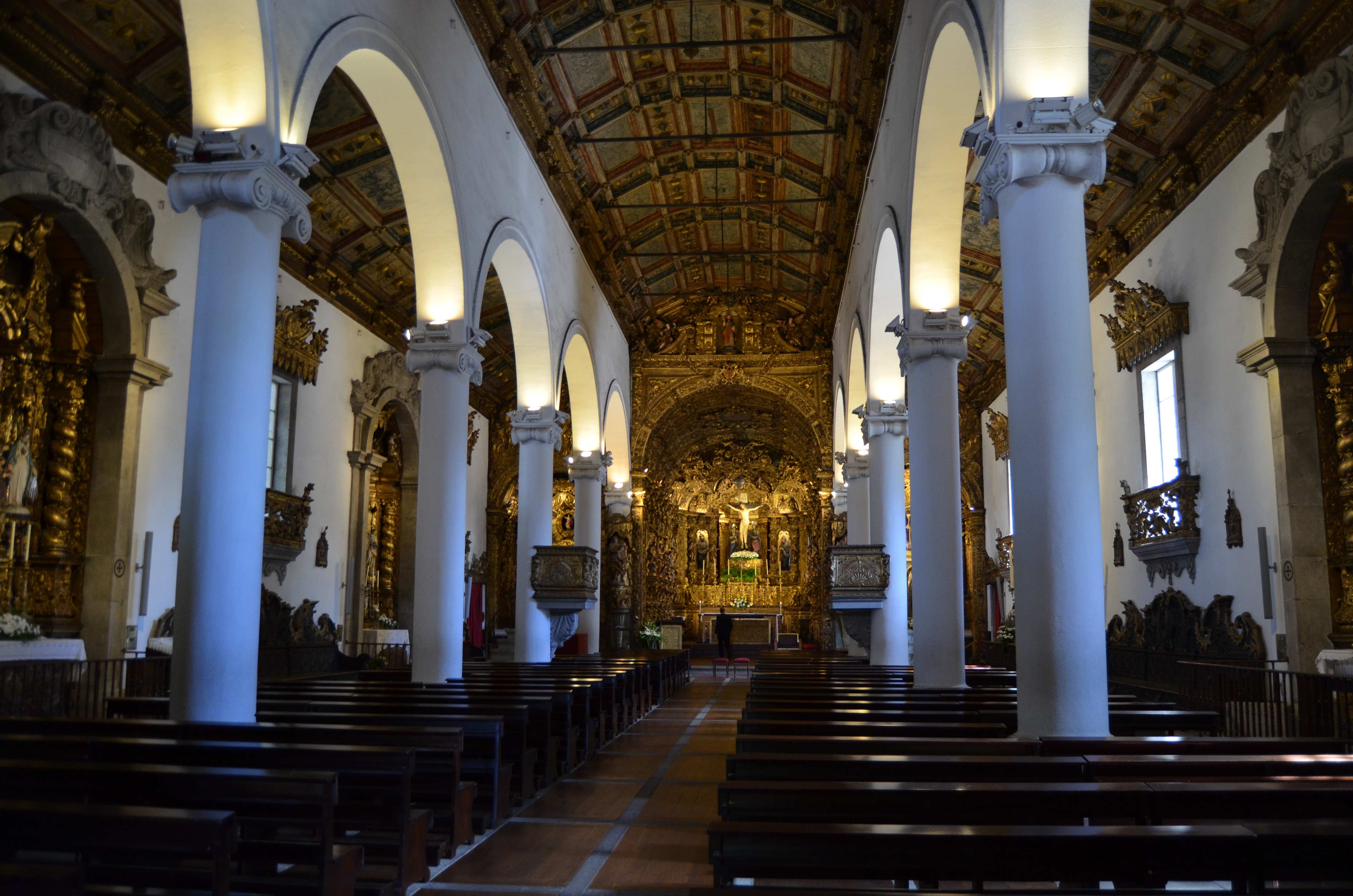
L'intérieur de l'église.

L'intérieur de l'église forme une harmonie unique et équilibrée de murs unis blanchis à la chaux, de granit gris, de bois naturel foncé et de l'or étincelant des autels richement sculptés. La structure de base remonte à l'édifice maniériste d'origine : elle se compose de trois nefs ; les deux nefs latérales sont séparées de la nef principale par cinq arcs qui reposent sur des colonnes ioniques et datent du XVIe siècle. Au-dessus, un plafond à caissons en bois du XVIIe siècle. Dans les chapelles latérales se trouvent des autels baroques en bois doré, sculptés entre 1746 et 1752 par Domingos Martins Moreira et dorés par José da Mota Manso, qui a également créé les deux belles chaires. Les encadrements et les grilles des fenêtres sont l'œuvre de Manuel da Costa Andrade, et ont été exécutés entre 1753 et 1754. Sur les murs latéraux, à droite et à gauche, se trouvent également quatre longs bancs à dossier sculpté de style rococo réalisés par José Teixeira de Guimarães en 1772.

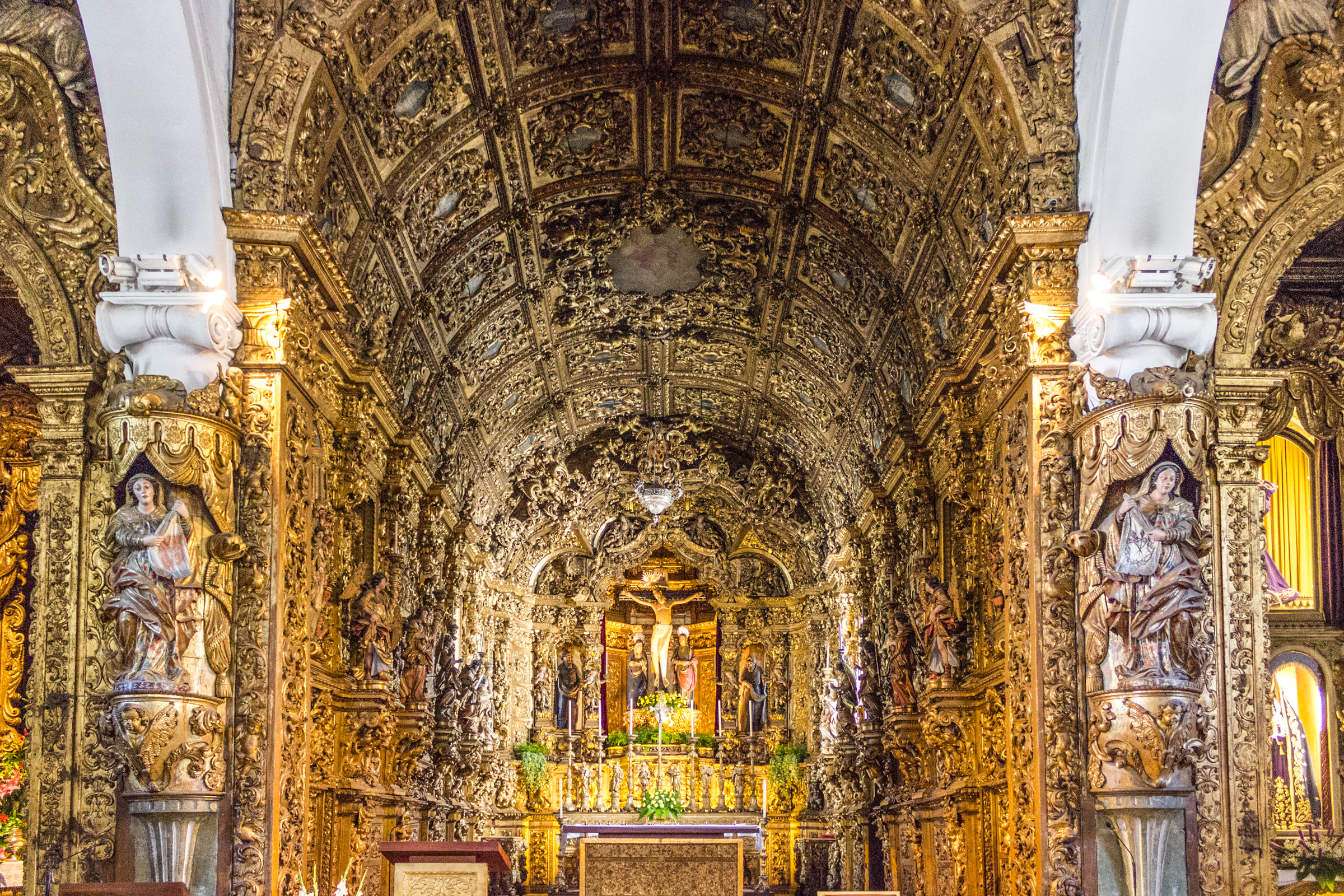
Maître-autel et chapelle de l'église.

Le sanctuaire du haut chœur est entièrement décoré de bois doré ; l'autel marque stylistiquement la transition entre l'estilo nacional du haut baroque et le style baroque tardif sous Jean V. L'ensemble est une œuvre de Luís Pereira da Costa de Porto et de ses assistants, qui y ont travaillé de 1726 à 1733. Dans le transept, on remarque également des autels en bois doré dans les chapelles du Saint-Sacrement et du Senhor dos Passos (Seigneur du Calvaire) ; ils ont été réalisés entre 1746 et 1750 par Domingos Martins Moreira et José da Mota Manso.

## Organe
Selon un contrat de 1710, le facteur d'orgues Cristovão Ruiz a construit un nouvel orgue, qui n'a malheureusement pas été conservé. Néanmoins, il y a un orgue historique de type nordique dans la matroneum, avec une façade hambourgeoise à trois tours. Il a été construit en 1685 par le facteur d'orgues néerlandais Michael Hensberg, à l'origine pour le Monastère de Lóios de Porto. Plus tard, il a été transféré à Matosinhos et en 1859, il a été renouvelé, remodelé et « ibérisé » par José António dos Santos. En 1992, il a été restauré par l'Oficina e Escola de Organária d'Esmoriz, dans le but de lui redonner son état d'origine. Il possède 10 arrêts, dont certains divisés, sur un seul manuel.

## Impact
La dévotion au Bom Jesus de Matosinhos a été introduite au Brésil par les colonisateurs et s'est rapidement répandue, à tel point que 23 villes brésiliennes ont été fondées sous l'invocation de Bom Jesus. Pendant la période coloniale, selon Marcia Toscan, le pèlerinage le plus populaire au Brésil était dirigé vers l'église de Congonhas, dans le Sanctuaire de Bom Jesus de Matosinhos, aujourd'hui patrimoine mondial de l'UNESCO, et se déroulait avec de grandes festivités. Parmi les autres églises, notons celle du Senhor Bom Jesus de Matosinhos à Serro ainsi que le Sanctuaire du Senhor Bom Jesus de Matozinhos à Conceição do Mato Dentro.
L'église de Bom Jesus de Matosinhos est classée bâtiment d'intérêt public au Portugal (pt) en 1982.